# Новониколаевка (Новотроицкая поселковая община)
Новоникола́евка (укр. Новомиколаївка) — село в Новотроицкой поселковой общине Генического района Херсонской области Украины.

## История
На месте современного села находился аул ногайских татар Толп. Село основано в 1860 году переселенцами из Воронежской губернии, позже сюда переселились 7 семей из села Кардашинка Екатеринославского уезда, а в 1863 году село пополнили бывшие крепостные сел Самойловка, Масловка, Круглово. Советская власть была установлена в 1918 году. С 1930 года началось активное привлечение жителей села к колхозов. В 1932—33 годах на территории села Новониколаевка было организовано 4 колхоза им. Буденного, «Красный пахарь», «Красный маяк», «Восход». 14 сентября 1941 года село было оккупировано немецкими войсками. Освободили населенный пункт 31 октября 1943 года. В конце 50 годов в Новониколаевку были переселены выходцы из Тернопольской и Хмельницкой областей. В связи с реорганизацией совхоза им. Фрунзе в 1963 году село отошло к совхозу Таврический участком № 2. В 1985 году организовался совхоз «Новотроицкий». До 1989 года село было в составе Новопокровского сельского совета.

## Население
Население по переписи 2001 года составляло 1014 человек. Почтовый индекс — 75354. Телефонный код — 5548. Код КОАТУУ — 6524482201.